# 馮·施托伊本將軍號
馮·施托伊本將軍號（德語：SS General von Steuben，後經改名簡稱為施托伊本號）是一艘德國豪華郵輪，在第二次世界大戰期間被改裝成武裝運兵船。1945年時，德軍的東部戰線吃緊，施托伊本號加入卡爾·多尼茲海軍上將發起的「漢尼拔行動」（Operation Hannibal），負責將大量德國傷兵與難民自東普鲁士撤回德國本土，卻在1945年2月10日凌晨，遭蘇聯潛艇以魚雷重創後迅速沈沒。當時施托伊本號載運了超過5200名的乘客，僅有659人生還，使這事件成為20世紀裡最慘烈的海上災難之一。该战舰以弗里德里奇·威廉·冯·施托伊本将军名字命名。

## 歷史
馮·施托伊本將軍號原名慕尼黑號（München），是當時德國著名的輪船公司、位於不萊梅的北德意志劳埃德公司（Norddeutsche Lloyd）旗下最現代化的一艘豪華越洋郵輪，1923年時完工於德國斯德丁港（今波兰斯塞新），出廠後主要是作為北大西洋航線使用，航行於漢堡與紐約之間。1930年慕尼黑號在紐約港的39號碼頭旁，因為貨艙起火而受損沉没。經過搜救與緊急修復，慕尼黑號靠著本身的力量又重返海上，經過徹底的修理與改裝之後，重新命名為馮·施托伊本將軍號，加入航運。
1939年時，該船進一步改名簡稱為施托伊本號（Steuben），在不莱梅港經過短暫的停泊後，加入德國海軍在基爾港作為運兵艦使用。1944年時，施托伊本號被進一步改裝成傷兵運輸艦（Verwundeten-Transportschiff，VTS，用途與今日的醫療艦接近）。1945年1月，德國東線戰事吃緊，對蘇聯紅軍的作戰節節敗退，許多落入蘇聯佔領的德國領土與當地居民都遭到紅軍的報復性蹂躪。雖然第三帝國元首希特勒當時仍認為德國勝券在握，但他底下的一些將領們則心知肚明德國終將敗北的事實，開始策劃起大規模的撤退行動，海軍上將卡爾·多尼茲在1月23日傳了通緊急電訊到位於格但斯克灣、當時德國海軍集結的格丁尼亞軍港（Gdynia，但在納粹佔領的1939-1945年期間，德國方面稱其為哥騰哈芬，Gotenhafen），訊息代號為「漢尼拔」（Hannibal），命令艦隊開始朝西撤退。漢尼拔行動是自從盟軍在法國敦克爾克大撤退之後，第二次世界大戰史上規模最大的撤退行動。施托伊本號加入了撤退行動，成功的從東部戰線多次載運傷兵與難民回到德國本土，直到2月10日，厄運終於來臨。
施托伊本號在2月9日駛離皮勞（Pillau，今波罗的斯克），目的地是當時還屬於德國領土的斯維內明德（Swinemünde，今希维诺乌伊希切），船上載運了2000名傷兵，320位護士，30位醫生與超過2000名的難民，遠超過這艘船正常的承載上限（該船在平時，正常的載客量是1100人）。事實上，當時由於希特勒還認為德國會戰勝，任何士兵縱使負傷也應該死守前線，無法忍受這種「陣前脫逃」的罪行，因此德軍的中級軍官通常會低報遣送回國的傷兵人數以規避上級責難，施托伊本號的艦長卡爾·霍曼（Karl Homann）也是這樣做，他只在紀錄上呈報船上裝載了4200名乘員，使得當時船上的實際乘員數字非常難考證。只是根據事後生還者的證言，一般判斷當時船上至少載了5200人。
施托伊本號與它的護航船隊在靠近午夜時分遭遇到蘇聯潛艇指揮官亞歷山大·伊凡諾維奇·馬里內斯科（Alexander Ivanovich Marinesko）所指揮的S-13號潛艇，潛艇上的聲納人員誤判訊號來源，以為施托伊本號是一艘德國的巡洋艦而偷偷跟上，並且在追蹤兩小時候，在當地時間午夜0時50分，以艦尾的魚雷管連續管發射了兩枚直徑533毫米的魚雷。魚雷擊中施托伊本號的船首造成大爆炸，該船馬上進水傾斜，並且在短短20分鐘內沉沒，僅有659人被護航船救起，但大部分的罹難者不是當場跟著船隻下沈，就是因為波羅的海冰冷的海水而凍死，除此之外根據事件生還者的證言，有許多傷兵在絕望的情況下，在沉船當時選擇以隨身配槍自殺，總死傷超過4000人。事實上，在幾天前的1月30日，馬里內斯科和他的S-13號才剛擊沈另一艘尺碼更大乘客更多，也是由定期遠洋郵輪改裝而來的運兵艦「威廉·古斯特洛夫號」（Wilhem Gustloff），造成超過9000人的喪生。
今日施托伊本號的殘骸，仍然躺在波蘭外海65公里處，約72公尺深的海床上。

## 外部連結
- brief data sheet on the Dampfschiff General von Steuben